# Olessia Jourakivska
Olessia Jourakivska est une actrice de théâtre, de télévision et de cinéma ukrainienne née le 13 août 1973 à Kiev (URSS).

## Biographie

### Théâtre
- 2006 : Roméo et Juliette (Ромео і Джульєтта)
- 2009 : Tout n'est pas gras pour un chat (Не все коту масляна)
- 2013 : Opiskine. Foma! (Опискін. Фома!), d'après Le Bourg de Stépantchikovo et sa population
- 2016 : Illusions (Ілюзії) d'Ivan Vyrypaïev
- 2019 : Est-ouest (Схід-Захід)

### Filmographie
- 2018 : Donbass de Sergueï Loznitsa[1]

### Télévision
- 2006 : 
  - Le Mystère de "Saint Patrick (Таємниця «Святого Патрика)
  - Outiossov Une chanson aussi longue que la vie' (Утьосов. Пісня тривалістю в життя)
- 2005 à 2008 : Un gars, une fille adaptation en ukrainien sous le nom Леся+Рома.
- 2021 à 2022 : Mère (Мама)

### Récompenses
Lauréate du prix télévisé  Télétriomphe pour son rôle dans la série télévisée Route vers le vide (Шлях у порожнечу, en 2014). Nommée quatre fois au prix du théâtre Pectoral de Kiev (2006, 2009, 2013, 2019), pour son rôle d'une fille avec un seau dans le film Donbas de Serhiy Loznytsia, pour lequel elle a été nommée pour les prix Kinokol en 2018 et Colonne dorée en 2019.
Artiste émérite d'Ukraine en 2016, Ordre de la Princesse Olga IIIe degrés en 2021 et le prix d'art Kiev Amvrosy Bouchma en 2021.